# Метанол
Метанолът, също известен като метилов алкохол или дървесен спирт, е химично съединение с химична формула {\displaystyle {\ce {CH3OH}}}. Това е най-елементарният алкохол и представлява лека, летлива, безцветна, запалима, отровна течност, която се използва като антифриз, разтворител, гориво и денатурант за етилов алкохол.

## Получаване
Метанолът получава името си дървесен спирт, защото се е получавал при сухата дестилация на дърва. Вече се получава основно по синтетичен път, като при кипене на метилов хлорид с разтвор на натриева основа става заместване на хлора с хидроксил и се образува метанол:
{\displaystyle CH_{3}Cl+NaOH\to CH_{3}OH+NaCl}
Може да се синтезира и при температура 400 °C и налягане 50 атмосфери в присъствие на катализатор (смес от цинков и хромен или меден окис):
{\displaystyle CO+2H_{2}\to CH_{3}OH}
Метанолът се синтезира естествено при анаеробния метаболизъм на много видове бактерии. Като резултат в атмосферата има малка част метанолови изпарения. В рамките на няколко дни атмосферният метанол се окислява с помощта на слънчевата светлина до въглероден двуокис и вода.
Метанолът гори във въздушна среда и както при въглеводородите се образува въглероден диоксид и вода. Тази реакция се нарича горене или пълно окисление:
{\displaystyle 2CH_{3}OH+3O_{2}\to 2CO_{2}+4H_{2}O}

## Действие върху човека
Метанолът е отровен. При приемане причинява слепота и смърт. Метаноловият пламък е почти безцветен. При горене на метанол трябва да се внимава, за да се избегне изгаряне от почти невидимия пламък.